# Helitt Líneas Aéreas
Helitt Líneas Aéreas era una compagnia aerea regionale spagnola con base a Malaga. È stata fondata nel 2009 dai fratelli Pizarro Gómez e iniziò le operazioni di volo nel 2011. A causa di problemi finanziari, la compagnia sospese tutte le operazioni di volo a ottobre 2014.

## Storia

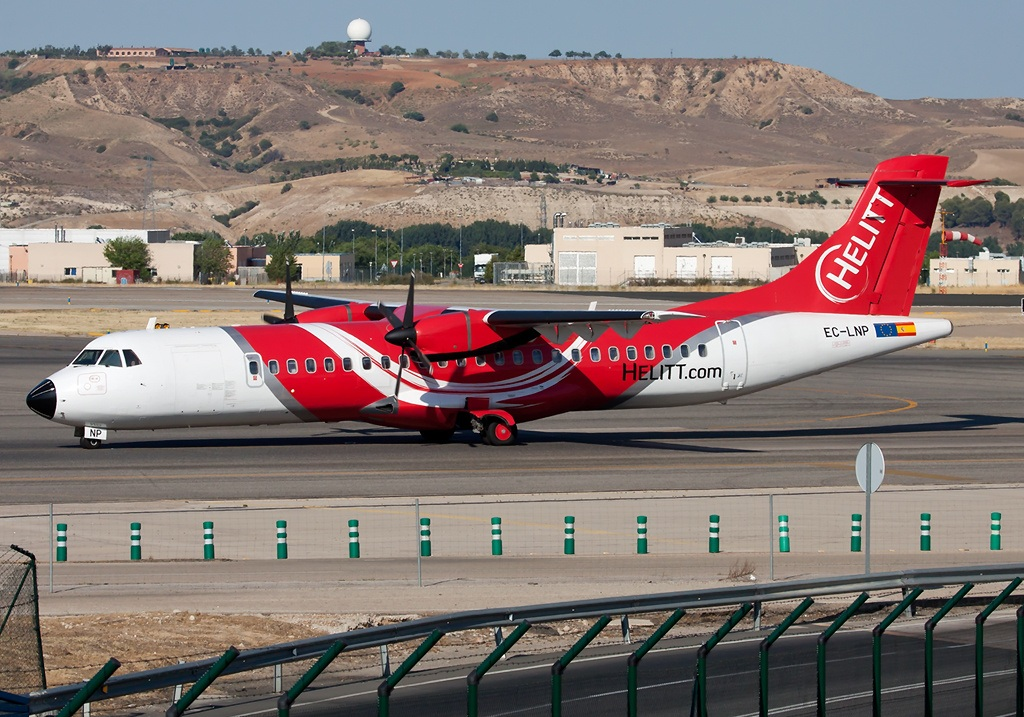
Un ATR-72-202 della Helitt Lineas Aereas all'aeroporto di Madrid-Barajas.

La compagnia aerea è stata fondata nel 2009 e ha iniziato le operazioni il 21 novembre 2011 con il volo inaugurale Malaga-Melilla. Nei mesi a seguire furono attivate le rotte Melilla-Barcellona, Melilla-Madrid, Malaga-Madrid, Barcellona-San Sebastián, Madrid-San Sebastián, Malaga-Nador, Palma-Nador, Badajoz-Madrid, Badajoz-Barcellona, Badajoz-Malaga, Malaga - Casablanca. L'investimento per avviare la società era di circa 30 milioni di euro.
Alla fine del 2012 ha sospeso tutti i voli tra Spagna e Marocco, e a febbraio 2013 annullato tutti i voli effettuati in Spagna, diventando una compagnia di voli charter.
A ottobre 2014 a causa di problemi finanziari, la compagnia sospese tutte le operazioni di volo.